# Agraylea parva
Agraylea parva is een fossiele soort schietmot uit de familie Hydroptilidae.